# Stracciatella (soupe)
Pour les articles homonymes, voir Stracciatella.
La stracciatella est une spécialité culinaire romaine, également connue sous le nom de stracciatella alla romana, qui consiste en une soupe faite avec du bouillon de viande ou de légumes et un mélange d'œuf et de parmigiano reggiano râpé, populaire autour de Rome, dans la région du Latium et au centre de l'Italie. Les œufs légèrement battus avec le fromage, salés, poivrés et épicés à la noix de muscade, sont coagulés par l'ajout du bouillon chaud et forment de petits filaments, ou straccetti, en italien.
En italien, un diminutif dérivé du verbe stracciare (déchiqueter), signifie  « petit lambeau ».

## Histoire
Traditionnellement, la stracciatella alla romana est servie au début des déjeuners de Pâques, et, à Rome, pendant les fêtes de Noël.
Une soupe similaire, appelée zanzarelli, a été décrite par Maestro Martino dans son manuel du XVe siècle le Libro de arte coquinaria. La préparation traditionnelle de la stracciatella est également assez similaire à celle du sciusceddu, une riche soupe festive de Messine en Sicile qui pourrait être une cousine du plat romain.

## Description
La stracciatella alla romana est traditionnellement préparée en battant des œufs et en les mélangeant à du parmesan râpé, du sel, du poivre, de la muscade, un zeste de citron et parfois de la semoule ; ce mélange est ensuite légèrement arrosé d'un bouillon de viande ou de légumes bouillant, tout en remuant de manière à produire de petits lambeaux (« stracciatelle ») d'œuf cuit dans le bouillon. La soupe obtenue peut être servie dans des bols contenant quelques fines tranches de crostini, avec du parmesan râpé sur le dessus.

## Variantes

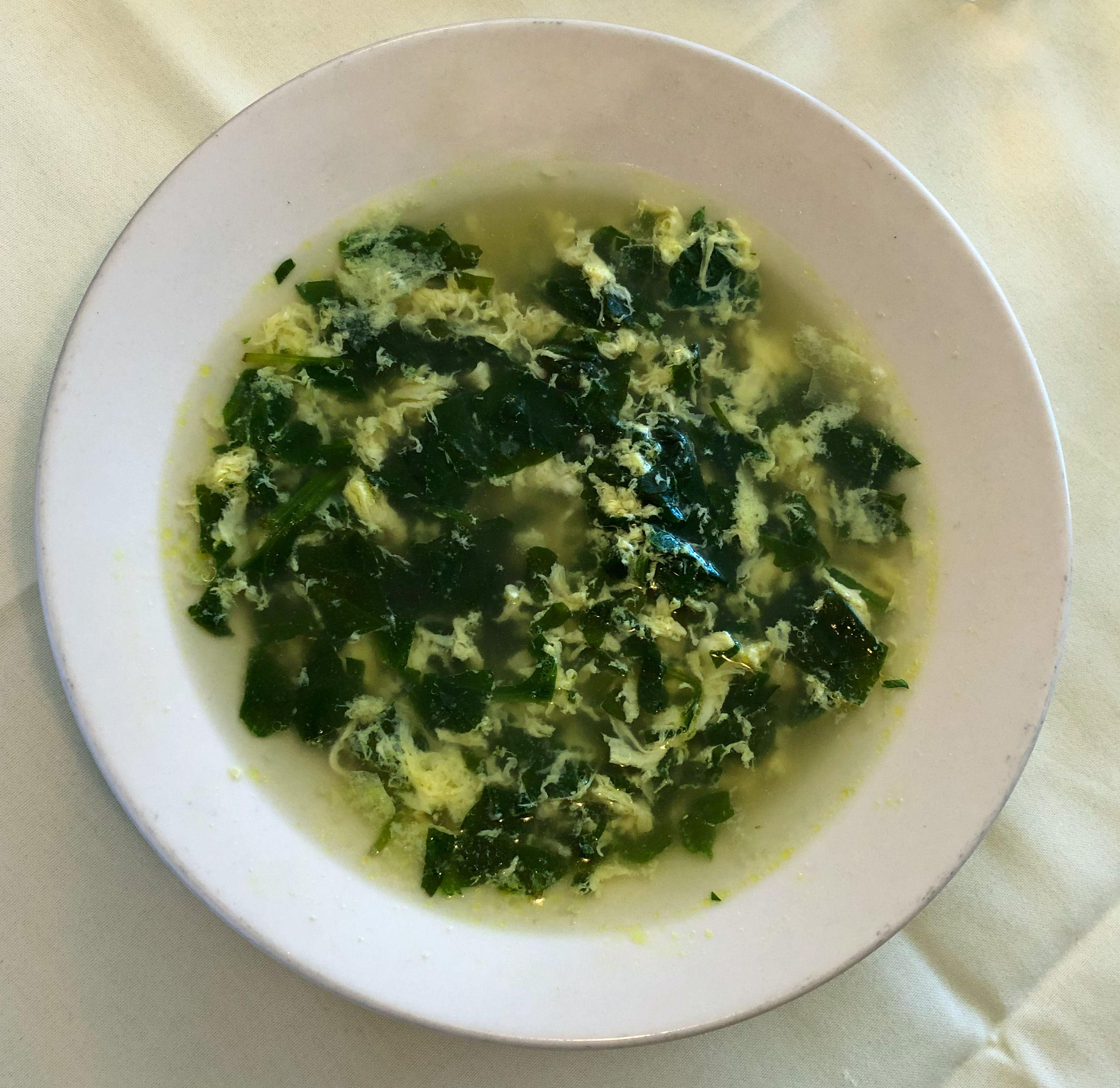
Stracciatella avec des épinards.

La stracciatella connait des variantes régionales : stracciatella alla pesarese dans les Marches, minestra del paradiso en Émilie-Romagne, et plus spécifiquement brodo con la tevdura dans la région de Reggio d'Émilie,.
Selon Ada Boni, la stracciatella alla romana était également parfumée à la marjolaine. D'autres recettes traditionnelles italiennes et italo-américaines suggèrent de la garnir de persil haché,. Certaines variantes américaines incorporent des épinards comme ingrédient principal.

## Héritage
La soupe stracciatella a inspiré la saveur du gelato (glace italienne) du même nom, qui a été créée en 1962 par un restaurateur de la ville septentrionale de Bergame, qui affirmait qu'il en avait assez de mélanger des œufs dans un bouillon pour satisfaire les clients de Rome.